# Giampiero Schiavo
Giampiero Schiavo (Castelgomberto, 10 luglio 1939 – Castelgomberto, 12 gennaio 2025) è stato un calciatore italiano, di ruolo centrocampista.

## Caratteristiche tecniche
Giocò nel ruolo di mediano.

## Carriera
Giocò in Serie A con Torino e Lecco.